# Lophocyttarra
Lophocyttarra là một chi bướm đêm thuộc họ Noctuidae.